# Mateus Pasinato
Mateus Pasinato (Concórdia, 28 giugno 1992) è un calciatore brasiliano, portiere del Cuiabá.

## Carriera
Dopo aver militato nelle serie inferiori del calcio brasiliano, il 2 luglio 2019 è stato acquistato in prestito dal Moreirense.
Ha esordito in Primeira Liga l'11 agosto 2019 disputando l'incontro perso 3-1 contro il Braga.